# رن کانو
رن کانو (انگلیسی: Ren Kano؛ زادهٔ ۳۱ اکتبر ۱۹۹۴) بازیکن فوتبال اهل ژاپن است.